# Stazione di Calderara-Bargellino
La stazione di Calderara-Bargellino è una fermata ferroviaria posta sulla linea Bologna–Verona. Si trova nel territorio comunale di Calderara di Reno, nella zona industriale di Bargellino.
La gestione degli impianti è affidata a Rete Ferroviaria Italiana (RFI) controllata del Gruppo Ferrovie dello Stato.

## Storia
La stazione venne attivata il 1º giugno 2008.
La stazione è stata cofinanziata da Rete Ferroviaria Italiana, Regione, Provincia e Comune. La realizzazione di questa nuova fermata è stata motivata dalla presenza di 13 000 potenziali utenti, di cui 5 000 residenti ad una distanza tale da poter raggiungere facilmente la stazione anche in bicicletta.
La realizzazione della stazione ha comportato le seguenti opere complementari:
- eliminazione del passaggio a livello sulla provinciale "Padullese", con realizzazione di un'opera sostitutiva e di un nuovo svincolo all'intersezione con la "Persicetana";
- interramento del fascio binari per il trasporto merci, a causa del prolungamento della pista dell'attiguo aeroporto di Bologna-Borgo Panigale;
- realizzazione di un parcheggio di interscambio lato paese, in via della Torretta e un altro parcheggio lato zona industriale.[2]

Per prevenire il vandalismo il 18 aprile 2009 l'Amministrazione Comunale e Rete Ferroviaria Italiana hanno incaricato alcuni writers di decorare il sottopassaggio. La decorazione rappresenta un paesaggio marino con navi, pesci e coralli.
La fermata è stata dotata di un sistema di videosorveglianza collegato con la centrale della Polizia Municipale.

## Struttura ed impianti
A causa del carattere metropolitano della fermata, essa non dispone di fabbricato viaggiatori.
Il piazzale è composto da due binari, entrambi di corsa: al binario 1 fermano i treni con numerazione dispari mentre il binario 2 viene utilizzato dai treni con numerazione pari.
Entrambi i binari sono provvisti di banchina alta 55 cm. Le due banchine sono collegate da un sottopassaggio che grazie ad un sistema di rampe permette il transito ai disabili e alle carrozzine. Le banchine sono inoltre protette da una lunga pensilina in metallo.

## Movimento
La stazione è servita da treni regionali svolti da Trenitalia Tper nell'ambito del contratto di servizio stipulato con la regione Emilia-Romagna.
La stazione è servita dai treni della linea S3 (Bologna Centrale-Poggio Rusco) del servizio ferroviario metropolitano di Bologna.
In totale sono circa cinquantacinque i treni che effettuano servizio in questa stazione e le loro principali destinazioni sono: Bologna Centrale e Poggio Rusco.
A novembre 2019, la stazione risultava frequentata da un traffico giornaliero medio di circa 585 persone (306 saliti + 279 discesi).

## Servizi
La stazione è classificata da RFI nella categoria bronze.
La stazione offre i seguenti servizi:
- Biglietteria self-service (solo biglietti regionali) attiva 24/24 h[6].
- Parcheggio bici[6]
- Parcheggio di interscambio auto[6]
- Sottopassaggio
- Taxi[7]
- Stazione video sorvegliata
- Stazione accessibile ai disabili